# Perezia virens
Perezia virens là một loài thực vật có hoa trong họ Cúc. Loài này được (D.Don) Hook. & Arn. mô tả khoa học đầu tiên năm 1835.